# Оскар Шмит
Оскар Шмит (порт. Oscar Schmidt; Натал, 16. фебруар 1958) је бивши бразилски кошаркаш. Играо је на позицији крила.

## Каријера

### Клупска
Док је играо у бразилској кошаркашкој лиги за Сирио, Шмит је освојио Јужноамеричко клупско првенство и Интерконтинентални куп 1979. године.
Изабран је од стране Њу Џерзи нетса у шестом кругу НБА драфта 1984, а имао је још неколико прилика играти у НБА лиги, али их је све одбио како би одржао свој "аматерски" статус и наставио играти у бразилској репрезентацији (до 1989. НБА играчи нису смели играти за репрезентацију).
Шмит је освојио италијански куп са Казертом 1988. Био је најбољи стрелац италијанске кошаркашке лиге 7 пута (1984, 1985, 1986, 1987, 1989, 1990. и 1992). Од 1993. до 1995. играо је за шпански Ваљадолид.
Године 1989. његова Казерта је играла чувено финале Купа победника купова против славног Реал Мадрида. Тај догађај остаће упамћен по невероватном дуелу Шмита и Дражена Петровића, бивши репрезентативац СФРЈ је ипак изашао као победник убацивши чак 62 поена и донео трофеј "Краљевском клубу", а Оскар је стао на 44 поена.
Вратио се у родни Бразил 1995. играти поново у Бразилској кошаркашкој лиги, а био је најбољи стрелац лиге 8 пута (1996, 1997, 1998, 1999, 2000, 2001, 2002, и 2003). Крај каријере је објавио 26. маја 2003. године.
Члан је куће славних ФИБА, Нејсмитове куће славних у Спринфилду, изабран међу 50 најбољих кошаркаша свих времена. Клубови у којима је током каријере наступао: Казерта (#18), Павија (#11) и Фламенго (#14) повукли су његов број из употребе.

### Репрезентативна
Са кошаркашком репрезентацијом Бразила је освојио бронзану медаљу на Светском првенству 1978. у Филипинима. Има и златну медаљу са Панамеричких игара 1987. а са истог такмичења има и бронзану медаљу 1979. године.
Шмит је најбољи стрелац у историји Светских првенстава. На 33 одиграна меча за Бразил на Светским куповима постигао је 843 поена, што ће рећи 25,5 по мечу. Најдоминантнији је био у Буенос Ајресу 1990. где је бележио 34,6 поена по мечу, што је апсолутни рекорд Светских првенстава у кошарци.
Оно по чему ће Шмит посебно остати упамћен су његова учешћа на Олимпијским играма. Чак пет пута се обрео на том такмичењу, а три од тих пет пута био је најбољи стрелац. У Москви 1980. је играо на 7 мечева и постигао 169 поена, да би исти учинак поновио четири године касније у Лос Анђелесу. Ипак, врхунац је дошао у Сеулу 1988. када је постигао сјајних 338 поена, односно, 42,3 по утакмици. У 38 олимпијских мечева, постигао је 1093 поена, 28,8 по мечу. Ипак никад није успео да освоји медаљу.
Такође ће остати упамћен по феноменалној игри на финалу Панамеричких игара 1987, када је сам предводио Бразил до титуле. На полувремену су против репрезентације САД губили са 54:68, а на крају су славили са 120:115, а Шмит је забележио 46 поена. За тај тим Американаца су играли, између осталих Дејвид Робинсон, Рекс Чепмен и Дени Менинг, тада колеџ суперзвезде.